# Liste der Wissenschaftsminister von Mecklenburg-Vorpommern
Liste der Wissenschaftsminister von Mecklenburg-Vorpommern.

## Wissenschaftsminister Mecklenburg-Vorpommern (seit 1990)
| Name                                                                 | Amtsantritt                      | Kabinett                   | Partei              |
| Minister für Kultus                                                  | Minister für Kultus              | Minister für Kultus        | Minister für Kultus |
| -------------------------------------------------------------------- | -------------------------------- | -------------------------- | ------------------- |
| Oswald Wutzke                                                        | 28. Oktober 1990 19. März 1992   | Gomolka Seite I            | CDU                 |
| Steffie Schnoor                                                      | 31. März 1992                    | Seite I                    | CDU                 |
| Regine Marquardt                                                     | 8. Dezember 1994                 | Seite II                   | parteilos           |
| Minister für Bildung, Wissenschaft und Kultur                        |                                  |                            |                     |
| Peter Kauffold                                                       | 3. November 1998                 | Ringstorff I               | SPD                 |
| Hans-Robert Metelmann                                                | 6. November 2002                 | Ringstorff II              | parteilos           |
| Henry Tesch                                                          | 7. November 2006 6. Oktober 2008 | Ringstorff III Sellering I | CDU                 |
| Mathias Brodkorb                                                     | 25. Oktober 2011                 | Sellering II               | SPD                 |
| Birgit Hesse                                                         | 1. November 2016 4. Juli 2017    | Sellering III Schwesig I   | SPD                 |
| Bettina Martin                                                       | 22. Mai 2019                     | Schwesig I                 | SPD                 |
| Minister für Wissenschaft, Kultur, Bundes- und Europaangelegenheiten |                                  |                            |                     |
| Bettina Martin                                                       | 15. November 2021                | Schwesig II                | SPD                 |